# ミル (通貨)
ミル (mill、mil、mille) は、通貨単位。基本通貨の1/1000であることが多い（例外あり）。通貨記号は₥。現在公式の通貨として流通している国・地域はない。

## 北米
アメリカ、カナダでは、主にmillと綴り、1/1000ドル（USドル、カナダドル）、1/10セント。
実際に流通した補助通貨ではなく、税の計算などで端数を表すときなどに使う。

## 過去の通貨
- イギリス委任統治領パレスチナ (mil) - 1/1000パレスチナ・ポンド
- イスラエル (mil) - 1/100イスラエル・ポンド（1/1000ポンドではない）
- キプロス (mil) - 1/1000キプロス・ポンド
- 香港 (mil) - 1/1000香港ドル
- マルタ (mil) - 1/1000マルタ・リラ
- ローズ島共和国 (mill) - 基本通貨（貨幣は発行されなかった）

## 符号位置
| 記号 | Unicode | JIS X 0213 | 文字参照         | 名称     |
| ---- | ------- | ---------- | ---------------- | -------- |
| ₥    | U+20A5  | -          | &#x20A5; &#8357; | ミル記号 |